# شعب إرانون
شعب إرانون أو لانون، هم مجموعة عرقية مسلمة في شرق آسيا، يتواجدون في كل من الفلبين وماليزيا. وهم يعيشون بشكل رئيسي في جزيرة مينداناو في جنوب الفلبين وفي ولاية صباح الماليزية، التي تقع في جزيرة بورنيو. عددهم الحالي ما بين 1،000،000 و1،500،000 نسمة.